# Zied Machmoum
Zied Machmoum (arabe : زياد مشموم), né le 18 janvier 1993, est un footballeur tunisien. Il joue au poste d'arrière droit à l'Union sportive de Ben Guerdane.

## Biographie
Avec le club de l'Union sportive monastirienne, il dispute 148 matchs en première division, inscrivant huit buts. Le 16 septembre 2017, il se met en évidence en étant l'auteur d'un doublé en championnat, lors de la réception de la Jeunesse sportive kairouanaise, permettant à son équipe de l'emporter sur le score de 2-0.

## Palmarès
US Monastir
- Coupe de Tunisie (1) :
  - Vainqueur : 2020.

 Espérance de Tunis
- Championnat de Tunisie (1) :
  - Vainqueur : 2022.